# Кетриш (Молдова)
Кетриш (рум. Chetriș) — село в Фалештском районе Молдавии. Относится к коммуне Кэлинешть.

## География
Село расположено на высоте 59 метров над уровнем моря.

## Население
По данным переписи населения 2004 года, в селе Кетриш проживает 1697 человек (837 мужчин, 860 женщин).
Этнический состав села:
| Национальность | Число жителей | Процентный состав |
| -------------- | ------------- | ----------------- |
| молдаване      | 1686          | 99.35             |
| украинцы       | 6             | 0.35              |
| румыны         | 3             | 0.18              |
| русские        | 2             | 0.12              |
| Всего          | 1697          | 100%              |